# Bief-des-Maisons
Bief-des-Maisons är en kommun i departementet Jura i regionen Bourgogne-Franche-Comté i östra Frankrike. Kommunen ligger i kantonen Les Planches-en-Montagne som tillhör arrondissementet Lons-le-Saunier. År 2022 hade Bief-des-Maisons 74 invånare.

## Befolkningsutveckling
Antalet invånare i kommunen Bief-des-Maisons
Referens:INSEE